# بروس دبلیو اسمیت
بروس دبلیو اسمیت (زاده ۶ سپتامبر ۱۹۶۱) تهیه کننده، انیماتور، طراح شخصیت و کارگردان فیلم آمریکایی است. او بیشتر به عنوان خالق انیمیشن عشق مو شناخته می شود. اسمیت که از سال ۱۹۹۶ توسط استودیو انیمیشن والت دیزنی استخدام شده است، به عنوان انیماتور ناظر برای کرچاک و بابون ها و بچه بابون در تارزان، پاچا در شیار جدید امپراتور، دکتر فاسیلیه در شاهزاده خانم و قورباغه و خوکچه، کانگا و رو در وینی پو خدمت کرده است.